# Шаркеада (Сан-Паулу)
Шаркеада (порт. Charqueada)  —  муниципалитет в Бразилии, входит в штат Сан-Паулу. Составная часть мезорегиона Пирасикаба. Входит в экономико-статистический  микрорегион Пирасикаба. Население составляет 14 738 человек на 2006 год. Занимает площадь 175,998 км². Плотность населения — 83,7 чел./км².

## История
Город основан 30 декабря 1953 года. 

## Статистика
- Валовой внутренний продукт на 2003 составляет 90.705.210,00 реалов (данные: Бразильский институт географии и статистики).
- Валовой внутренний продукт на душу населения на 2003 составляет 6.498,44 реалов (данные: Бразильский институт географии и статистики).
- Индекс развития человеческого потенциала на 2000 составляет 0,782 (данные: Программа развития ООН).